# Douglas Park (football)
Ne doit pas être confondu avec Douglas Park.
Le Douglas Park est un ancien stade de football construit en 1888 et fermé en 1994, et situé à Hamilton.

## Histoire
De sa construction en 1888 à 1994, il est le stade de l'équipe écossaise de Hamilton Academical.
Le record d'affluence pour un match d'Hamilton Academical est établi au Douglas Park, en 1937, pour la réception d'Hearts.
Le Douglas Park a aussi été le stade de l'équipe de Clyde entre 1991 et 1994, dans l'attente de leur nouveau stade de Broadwood Stadium à Cumbernauld.
Hamilton Academical a cessé de jouer les matches de son équipe première à Douglas Park à la fin de la saison 1993-94 mais l'équipe réserve a continué à y jouer jusqu'en janvier 1995. La vente a été officialisée en décembre 1994 et le site est devenu un supermarché Sainsbury's. Les tourniquets du Douglas Park ont été revendus au Falkirk F.C. alors que la tribune principale a été racheté epar Auchinleck Talbot F.C. (en).
Le nouveau stade d'Hamilton Academical, le New Douglas Park, a été construit juste à côté et a ouvert en 2001. Entretemps, le club a joué au Cliftonhill et au Firhill Stadium.